# Grabarje (żupania pożedzko-slawońska)
Grabarje – wieś w Chorwacji, w żupanii pożedzko-slawońskiej, w mieście Kutjevo. W 2011 roku liczyła 490 mieszkańców.